# Томинє
Томинє (словен. Tominje) — поселення в общині Ілірська Бистриця, Регіон Нотрансько-Крашка, Словенія. Висота над рівнем моря: 564,1 м.